# Стена (Песнь льда и огня)
Стена — вымышленное оборонительное сооружение, которое фигурирует в фантастической саге Джорджа Мартина «Песнь льда и огня» и в её экранизациях. Непрерывная цепь укреплений из камня, льда и магии, отделяющая северную часть Семи королевств от земель одичалых. Защищает Стену Ночной Дозор — специальное мужское братство. Её историческим прототипом стал Вал Адриана на севере Англии.

## Технические характеристики
Мартин определил размер, длину и магическую природу Стены для нужд жанра. По описанию в главах Джона Сноу в целом она была приблизительно 300 миль (480 км) в длину  и 700 футов (210 м) в высоту, достигая в некоторых местах 900 футов (270 м) благодаря большим блокам в основании. Верх Стены достаточно широк (приблизительно 10 метров), чтобы дюжина рыцарей могла проскакать верхом в один ряд, тогда как основание настолько толстое, что ворота Стены больше напоминают туннели во льду.

## История Стены
Изложенные Мартином легенды гласят, что первые люди, или, если точнее, Брандон Строитель, возможно, с помощью гигантов, построили Стену за приблизительно 8000 лет до начала событий саги. С тех пор Стена поддерживалась Ночным Дозором, чтобы защищать владения людей от угроз из-за неё, сначала от Иных, а потом от набегов одичалых. Полоска земли, известная как «Дар», тянущаяся на 50 лиг к югу от Стены, была дана им как перпетуитет (вечная рента) тысячи лет назад для обработки. В «Игре престолов» из 19 замков, построенных вдоль стены, только три по-прежнему заселены: Чёрный замок с 600 дозорными, Сумеречная Башня и Восточный дозор у моря с 200 дозорными каждый. Часть Чёрного замка превратилась в руины.

## Стена в книгах и сериалах
Историческим прототипом Стены стал вал Адриана, построенный римлянами во II веке и защищавший Римскую Британию от Каледонии. Джордж Мартин, по его словам, однажды посетил этот вал и представил, что мог чувствовать римский центурион, не знавший, какая угроза может прийти с севера. Это впечатление было настолько глубоким, что десять лет спустя, в 1991 году, Мартин захотел «написать историю о людях, защищающих край мира». Рецензенты отмечают, что в Стене можно видеть границу между миром живых и миром мёртвых, что её можно сравнить со строениями гигантов, которые упоминаются в скандинавских мифах. У Мартина она играет роль «универсальной метафоры, которая центрирует общую картину, даёт ход событийному развитию, связывает воедино все сюжетные линии и высвечивает характеры героев».
Чёрный замок и Стена из телесериала «Игра престолов» были сняты в заброшенном карьере Магераморн около Белфаста в Северной Ирландии, а сцены на Стене были сняты в студии Paint Hall. Совмещённые съёмки (с наружными и внутренними сценами) состояли из большой секции Чёрного замка, включая внутренний двор, вороньи клетки, столовые и бараки, и использовали каменную стену карьера как основу для ледяной стены. Был построен действующий элеватор, чтобы поднимать дозорных на верх стены. Замок с настоящими комнатами и работающим элеватором был построен около утёса высотой 400 футов. «Работающие строительные лифты были обнаружены на близлежащем рабочем месте и достигали 18 футов в высоту; далее при помощи компьютерной графики была дорисована остальная часть стены, которая в итоге достигала 700 футов». Площадка вокруг элеватора была раскрашена в белый цвет, чтобы она выглядела как лёд. Мартин был удивлён высотой и подумал, по его словам: «О, я мог сделать стену слишком большой!» Писатель констатировал: «Это довольно впечатляющая, но всё же маленькая локация. Здесь сыро и дождливо и много грязи», которая «действительно заставляет актёров чувствовать, будто они находятся на краю света во всём этом холоде, сырости и мерзлоте».